# Real (Walencja)
Real tradycyjnie znane jako Real de Montroi – gmina w Hiszpanii, w prowincji Walencja, we wspólnocie autonomicznej Walencja, o powierzchni 18,32 km². W 2011 roku liczyła 2330 mieszkańców.